# Dharmaśāstra
Il Dharmaśāstra (libri della legge) è un genere di testi sanscriti che trattano di diritto e codice legale sia dal punto di vista laico che religioso, rivestendo pertanto un importante ruolo oltre che nella società indiana anche nella religione induista.
Il termine viene anche utilizzato per riferirsi ad una singola opera di tale genere.